# Crambe pritzelii
Crambe pritzelii là một loài thực vật có hoa trong họ Cải. Loài này được Bolle mô tả khoa học đầu tiên năm 1861.